# Алгабас (Келеський район)
Алгаба́с (каз. Алғабас) — село у складі Келеського району Туркестанської області Казахстану. Адміністративний центр Кошкаратинського сільського округу.
Населення — 1369 осіб (2021; 643 у 2009, 513 у 1999, 429 у 1989).